# Paulo Roberto Falcão
Paulo Roberto Falcão (Abelardo Luz, 16 de outubro de 1953) é um ex-treinador, comentarista esportivo, jornalista, coordenador esportivo e ex-futebolista brasileiro que atuava como volante.
Notabilizou-se como o líder da vitoriosa trajetória do Internacional na década de 1970, com três conquistas do Campeonato Brasileiro, sendo um deles de forma invicta. É tido como um dos maiores volantes da história da Seleção Brasileira e do futebol mundial, pois agregava técnica no drible, controle de bola e qualidade na finalização.

## Carreira como jogador

### Internacional

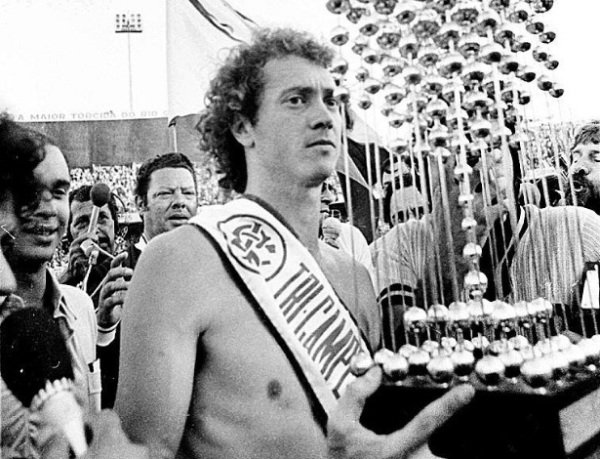
Falcão com o troféu do Campeonato Brasileiro de 1979

Estreou como jogador profissional no Internacional em 1973, e passou a ser titular com a saída de José Luiz Carbone para o Botafogo. Rapidamente destacou se comandando o clube gaúcho na campanha em que o Inter conquistou os Campeonatos Brasileiros de 1975, 1976 e 1979, além de ter ganho cinco estaduais (1973, 1974, 1975, 1976 e 1978). Jogador de técnica brilhante e de estilo clássico e elegante, é considerado até hoje um dos maiores ídolos da história do clube.
Falcão conquistou duas vezes a Bola de Ouro da revista Placar como melhor jogador dos Campeonatos Brasileiros de 1978 e 1979. Neste segundo ano, alcançou maior nota da história da Bola de Ouro (9.20).
Sua última partida pelo Internacional foi a final da Copa Libertadores da América de 1980, em que o Colorado perdeu por 1 a 0 para o Nacional.

### Roma
Foi contratado pela Roma no dia 10 de agosto de 1980, pelo valor de um milhão e meio de dólares, e permaneceu no clube italiano até 1985. Estreou pelos Giallorossi num amistoso contra o seu antigo time, disputado em 29 de agosto do mesmo ano, em que a Roma e o Inter empataram em dois gols. Já no Campeonato Italiano, Falcão estreou no dia 19 de setembro, numa vitória por 1 a 0 contra o Como.
Falcão também passou a ser uma das grandes figuras da história da Roma pelos títulos ganhos e pelo destaque em campo. Em sua primeira temporada na equipe, o volante foi vice-campeão italiano. Em seguida conquistou duas Copas da Itália (1980–81 e 1983–84) e, principalmente, o Campeonato Italiano da temporada 1982–83, acabando com um jejum de 41 anos do time romano. Por duas vezes (1980–81 e 1981–82), Falcão conseguiu a segunda maior nota média da Serie A entre os estrangeiros, de acordo com a revista Guerin Sportivo, ambas atrás do holandês Ruud Krol. Já em 1982–83, o brasileiro obteve a maior média entre os estrangeiros do Campeonato. Na temporada 1983–84, ficou em terceiro, atrás do compatriota Zico e do francês Michel Platini.
Por conta das boas atuações, foi apelidado de "Il Divino" e "l'ottavo re di Roma" pela torcida romana. Em 1984, Falcão recebia o maior salário do futebol italiano: 100 milhões de liras por mês.
Na temporada 1983–84, o jogador ajudou a Roma a alcançar a final da Taça dos Campeões Europeus (atual Liga dos Campeões da UEFA), que foi disputada em Roma. Na ocasião, sua equipe foi derrotada pelo Liverpool na disputa por pênaltis. A partir daí, começaram as críticas e Falcão foi cobrado por não ter se apresentado para as penalidades. O volante brasileiro justificou: "Na semifinal eu não joguei na ida, e na volta eu tive que levar uma injeção no joelho para entrar em campo. Na final eu também levei injeção para jogar, e o agravante foi que, além dos 90, foram 120 minutos. Já tinham saído os jogadores da Roma e eu tive que ficar. Quando começaram os 30 minutos da prorrogação, já tive dificuldades".
Em 11 de novembro de 1984, num clássico contra a Lazio, válido pelo Campeonato Italiano, Falcão sofreu uma grave lesão no joelho. O brasileiro se operou nos Estados Unidos, mas o período de recuperação se prolongou. O presidente Dino Viola alegou que o jogador deveria fazer um novo exame na Itália, mas Falcão teria preferido se tratar no Brasil. Por conta disso, a Roma entrou na justiça esportiva italiana para romper unilateralmente o contrato do jogador. No total pelo clube romano, o volante disputou 107 jogos e marcou 22 gols.

### São Paulo
Contratado pelo São Paulo em 1985, estreou pela equipe no dia 26 de setembro, em um amistoso contra o Internacional que contou com mais de 50 mil pessoas no Morumbi. O jogador conquistou o Campeonato Paulista em dezembro, após o Tricolor vencer a Portuguesa por 2–1, e encerrou sua carreira no ano seguinte.

## Seleção Nacional
Falcão representou o Brasil durante 10 anos, entre 1976 e 1986, e disputou duas Copas do Mundo. Também participou dos Jogos Olímpicos de Verão de 1972, quando o Brasil atuou com uma equipe Sub-20.
O volante estreou pela Seleção Brasileira principal no dia 21 de fevereiro de 1976, em um jogo entre o Brasil e um combinado dos times de Brasília. Em 1978, era quase certo que seria convocado para a Copa do Mundo realizada na Argentina, principalmente por fazer parte de listas antigas. Em uma das convocações, Falcão se apresentou dois dias atrasado por problemas médicos e, após o jogo contra a Colômbia, relatou que teria acontecido uma discussão pesada, o que acarretou na sua exclusão da Seleção do treinador Cláudio Coutinho, que preferiu levar Chicão, do São Paulo. Segundo a Placar em 1992, ao perceber que Coutinho não o escalava como titular, Falcão exigiu uma definição e foi dispensado. Quem lhe aconselhou a peitar o técnico foi o goleiro Emerson Leão, que afirmou ter feito o mesmo com Zagallo na Copa do Mundo de 1974.
Em 1982, sob o comando de Telê Santana, fez parte da talentosa Seleção Brasileira que perdeu para a Itália na Copa do Mundo, numa célebre partida válida pelas quartas de final realizada no Estádio de Sarrià, em Barcelona, na Espanha. Falcão foi escolhido o segundo melhor jogador do torneio.
Quatro anos depois, novamente convocado por Telê, o volante disputou ainda duas partidas na Copa do Mundo de 1986, realizada no México.

## Carreira como treinador

### Seleção Brasileira
Mesmo sem ter experiência anterior na função, apesar de ter sido auxiliar técnico, em 1990 a CBF tentou repetir com Falcão o sucesso da Alemanha Ocidental, que conquistou a Copa do Mundo tendo Franz Beckenbauer como treinador. Uma pesquisa do SBT mostrou que o nome de Falcão era o segundo favorito do público com 13% da preferência popular, atrás apenas de Pelé, com 18%. No dia 16 de agosto, Ricardo Teixeira, então presidente da CBF, anunciou a contratação de Paulo Roberto Falcão como treinador. Um ano depois, em agosto de 1991, o técnico foi demitido com retrospecto de 15 jogos, cinco vitórias, sete empates e três derrotas (48% de aproveitamento), e ser vice-campeão da Copa América. A cúpula da CBF acusava Falcão de "sumiços, que por inciativa própria, ficava dias sem aparecer na sede da CBF". Falcão alegou que foi pressionado a convocar jogadores do Rio de Janeiro: "Tinha uma história em que, na época, o futebol carioca não estava legal. Então me colocaram assim: 'De repente, entre convocar um jogador de São Paulo e um jogador do Rio, traz o do Rio se os dois tiverem o mesmo peso'. Aí não dá. Eu vou levar não importa de onde".
| Jogos no comando da Seleção Brasileira | Jogos no comando da Seleção Brasileira | Jogos no comando da Seleção Brasileira   | Jogos no comando da Seleção Brasileira | Jogos no comando da Seleção Brasileira | Jogos no comando da Seleção Brasileira | Jogos no comando da Seleção Brasileira |
| #                                      | Data                                   | Local                                    | Resultado                              | Adversário                             | Competição                             | Ref.                                   |
| -------------------------------------- | -------------------------------------- | ---------------------------------------- | -------------------------------------- | -------------------------------------- | -------------------------------------- | -------------------------------------- |
| 1.                                     | 12 de setembro de 1990                 | El Molinón, Gijón, Espanha               | 0–3                                    | Espanha                                | Amistoso                               |                                        |
| 2.                                     | 17 de outubro de 1990                  | Estádio Nacional, Santiago, Chile        | 0–0                                    | Chile                                  | Amistoso                               |                                        |
| 3.                                     | 8 de novembro de 1990                  | Mangueirão, Belém, Brasil                | 0–0                                    | Chile                                  | Amistoso                               |                                        |
| 4.                                     | 12 de dezembro de 1990                 | Coliseum, Los Angeles, Estados Unidos    | 0–0                                    | México                                 | Amistoso                               |                                        |
| 5.                                     | 27 de fevereiro de 1991                | Pedro Pedrossian, Campo Grande, Brasil   | 1–1                                    | Paraguai                               | Amistoso                               |                                        |
| 6.                                     | 27 de março de 1991                    | José Amalfitani, Buenos Aires, Argentina | 3–3                                    | Argentina                              | Amistoso                               |                                        |
| 7.                                     | 17 de abril de 1991                    | Estádio do Café, Londrina, Brasil        | 1–0                                    | Romênia                                | Amistoso                               |                                        |
| 8.                                     | 28 de maio de 1991                     | Parque do Sabiá, Uberlândia, Brasil      | 3–0                                    | Bulgária                               | Amistoso                               |                                        |
| 9.                                     | 27 de junho de 1991                    | Pinheirão, Curitiba, Brasil              | 1–1                                    | Argentina                              | Amistoso                               |                                        |
| 10.                                    | 9 de julho de 1991                     | Sausalito, Viña del Mar, Chile           | 2–1                                    | Bolívia                                | Copa América de 1991                   |                                        |
| 11.                                    | 11 de julho de 1991                    | Sausalito, Viña del Mar, Chile           | 1–1                                    | Uruguai                                | Copa América de 1991                   |                                        |
| 12.                                    | 13 de julho de 1991                    | Sausalito, Viña del Mar, Chile           | 0–2                                    | Colômbia                               | Copa América de 1991                   |                                        |
| 13.                                    | 15 de julho de 1991                    | Sausalito, Viña del Mar, Chile           | 3–1                                    | Equador                                | Copa América de 1991                   |                                        |
| 14.                                    | 17 de julho de 1991                    | Estádio Nacional, Santiago, Chile        | 2–3                                    | Argentina                              | Copa América de 1991                   |                                        |
| 15.                                    | 19 de julho de 1991                    | Estádio Nacional, Santiago, Chile        | 2–0                                    | Colômbia                               | Copa América de 1991                   |                                        |
| 16.                                    | 21 de julho de 1991                    | Estádio Nacional, Santiago, Chile        | 2–0                                    | Chile                                  | Copa América de 1991                   |                                        |
| Legenda: Vitórias — Empates — Derrotas |                                        |                                          |                                        |                                        |                                        |                                        |

### América do México, Internacional e Japão
Como treinador do América do México, conquistou a Copa Interamericana em 1991 e a Copa dos Campeões da CONCACAF em 1992. Em 1993 assumiu pela primeira vez o comando do Internacional, time que o projetou como jogador profissional e onde é um dos maiores ídolos da torcida. Também esteve no comando da Seleção Japonesa entre 1994 e 1995.

### Retorno ao Internacional
Em abril de 2011, largou seus trabalhos na televisão e no rádio, e voltou a ser treinador de futebol, voltando a comandar o Internacional. Foi eliminado em casa pelo Peñarol nas oitavas-de-final da Copa Libertadores da América, mas levou o time a mais um título gaúcho, o seu primeiro como treinador do clube, superando o rival Grêmio após uma disputa por pênaltis. No dia 18 de julho, após apenas três meses no comando do Internacional, foi demitido pelo então presidente do clube, Giovanni Luigi, um dia após a derrota por 3 a 0 para o São Paulo, pela 10ª rodada do Campeonato Brasileiro, no Beira-Rio.

### Bahia
Foi anunciado como novo treinador do Bahia no dia 6 de fevereiro de 2012, substituindo Joel Santana, que havia acertado com o Flamengo. Sua estreia aconteceu exatamente no maior clássico da equipe, o Ba-Vi, onde Falcão reencontrou seu ex-companheiro de Seleção Brasileira, Toninho Cerezo, treinador do arquirrival Vitória. O clássico acabou empatado sem gols, porém a postura ofensiva apresentada pelo tricolor baiano na partida acabou por agradar a maior parte dos torcedores e da imprensa, obtendo, inclusive, uma grande série invicta e o melhor ataque do Brasil no início do comando. Entretanto, após iniciar o Campeonato Brasileiro com o clube na zona de rebaixamento, Paulo Roberto Falcão seria demitido do Bahia em 20 de julho, após uma derrota de 4 a 0 para o Fluminense.
Posteriormente, com o objetivo de se aprimorar como treinador de futebol, Falcão faz um intercâmbio no time italiano da Fiorentina e foi um dos fundadores da Federação Brasileira dos Treinadores de Futebol (FBTF), em 2013.

### Sport
Foi anunciado como treinador do Sport no dia 20 de setembro de 2015, substituindo Eduardo Baptista. Permaneceu até 18 de abril de 2016, quando foi demitido após a eliminação para o Campinense na semifinal da Copa do Nordeste.

### Terceira passagem pelo Internacional
No dia 12 de julho de 2016, o Internacional o contratou até julho de 2017. Em sua terceira passagem pelo clube, foi desligado com menos de um mês no cargo.

### Santos (coordenador de futebol)
Foi anunciado como coordenador de futebol do Santos no dia 14 de novembro de 2022, assumindo um cargo entre a diretoria e a comissão técnica. Deixou o clube no dia 4 de agosto de 2023, após a divulgação de uma denúncia de importunação sexual. Dois meses depois, o inquérito contra Falcão foi arquivado por falta de provas.

## Comentarista esportivo
Em 1990 comentou, ao lado de João Saldanha, a Copa do Mundo pela Rede Manchete. Por conta do "estilo europeu" adotado pela Seleção Brasileira naquele Mundial, que consistia num futebol defensivo, cauteloso e de poucos gols, Falcão criou o termo "Era Dunga".
Entre 1996 e 2010, atuou como contratado da TV Globo. Havia sido comentarista anteriormente na Rede Manchete, e teve também um programa semanal de entrevistas na Rádio Gaúcha.
Em 2025 voltou à televisão e passou a compor o quadro de comentaristas do programa Galvão e Amigos, apresentado por Galvão Bueno na Band.

## Estatísticas como treinador
| Clube         | Jogos | Vitórias | Empates | Derrotas |
| ------------- | ----- | -------- | ------- | -------- |
| Brasil        | 17    | 6        | 7       | 4        |
| América-MEX   | 51    | 20       | 14      | 17       |
| Japão         | 9     | 3        | 4       | 2        |
| Internacional | 38    | 13       | 11      | 14       |
| Bahia         | 36    | 16       | 10      | 10       |
| Sport         | 34    | 17       | 6       | 11       |

## Vida pessoal
É casado desde o final de 2003 com a jornalista Cristina Ranzolin, apresentadora do Jornal do Almoço, e que por três anos e meio apresentou o Jornal Hoje. Os dois têm uma filha, a atriz Antônia Ranzolin Falcão, nascida no ano seguinte (2004).
Um livro sobre Falcão já foi lançado, Histórias da Bola, que traz depoimentos do ex-futebolista ao jornalista Nilson Souza. Ele conta episódios de sua vida como jogador de futebol. A primeira edição foi lançada em 1996.

## Títulos como jogador
Internacional
- Campeonato Brasileiro: 1975, 1976 e 1979
- Campeonato Gaúcho: 1973, 1974, 1975, 1976 e 1978

Roma
- Copa da Itália: 1980–81 e 1983–84
- Serie A: 1982–83
- Troféu Teresa Herrera: 1984

São Paulo
- Campeonato Paulista: 1985[15]
- Taça dos Campeões Estaduais Rio-São Paulo: 1985

Seleção Brasileira
- Torneio Pré-Olímpico Sul-Americano Sub-23: 1971
- Torneio Internacional de Cannes Sub-20: 1972
- Copa Roca: 1976
- Copa Rio Branco: 1976
- Taça Oswaldo Cruz: 1976
- Taça do Atlântico: 1976
- Torneio do Bicentenário dos Estados Unidos: 1976

### Prêmios individuais
- Bola de Prata da revista Placar: 1975, 1978 e 1979[41]
- Bola de Ouro da revista Placar: 1978 e 1979[42]
- Craque do Campeonato Brasileiro: 1975 e 1979[43]
- Chuteira de Ouro Adidas (artilheiro da temporada - gols oficiais): 1979[44]
- 3.º maior futebolista sul-americano do ano: 1979
- 5.º maior craque do Brasil na década de 1970 - Placar - (eleito pela crítica):1979[45]
- 2.º maior craque do Brasil na década de 1980
- Onze de Bronze: 1982
- Onze de Prata: 1983
- FIFA 100: 2004[46]
- Bola de Prata da Copa do Mundo FIFA: 1982[47]
- Seleção da Copa do Mundo FIFA: 1982[48]
- Melhores do Futebol (El País): 1982
- 3.º Melhor Jogador do Mundo - World Soccer: 1982
- Integrante da Superseleção do Mundo "All Star" de 1982 - Guerin Sportivo (ITA): 1983[49]
- FIFA XI: 1982 e 1986
- 3.º Melhor Jogador do Mundo - World Soccer: 1983
- Seleção do Campeonato Italiano - Guerin Sportivo (ITA): 1983–84[50]
- 12.º Maior jogador brasileiro do século XX - IFFHS: 1999
- 31.º Maior jogador sul-americano do século IFFHS: 1999
- 100 Craques do Século - World Soccer (Eleito pelos leitores): 1999[51]
- Único brasileiro eleito entre os 18 melhores jogadores dos últimos 50 anos do Campeonato Italiano: 2011[52]
- Hall da Fama da Roma: 2013
- Hall da Fama do Futebol Italiano: 2016
- Hall da Fama do Campeonato Italiano: 2017[53]
- Seleção Brasileira de todos os tempos da Placar: 2021[54]
- Seleção de Todos os Tempos do Brasil pela IFFHS (Time B): 2021[55]

## Títulos como treinador
América-MEX
- Copa dos Campeões da CONCACAF: 1992

Internacional
- Campeonato Gaúcho: 2011

Bahia
- Campeonato Baiano: 2012[56]